# (17286) Bisei
(17286) Bisei est un astéroïde de la ceinture principale.

## Description
(17286) Bisei est un astéroïde de la ceinture principale. Il fut découvert le 8 juillet 2000 au Bisei Spaceguard Center par le programme BATTeRS. Il présente une orbite caractérisée par un demi-grand axe de 2,34 UA, une excentricité de 0,14 et une inclinaison de 6,0° par rapport à l'écliptique.

## Compléments